# Perizoma contrita
Perizoma contrita är en fjärilsart som beskrevs av Louis Beethoven Prout 1914. Perizoma contrita ingår i släktet Perizoma och familjen mätare. Inga underarter finns listade i Catalogue of Life.